# Conrad Gröber
Pour les articles homonymes, voir Gröber.
Conrad Gröber (né le 1er avril 1872 à Meßkirch et mort le 14 février 1948 à Fribourg-en-Brisgau) a été archevêque de l'Église catholique romaine de Fribourg-en-Brisgau, en Allemagne.

## Biographie

### Jeunesse et début de carrière ecclésiastique
Gröber fait ses études à Donaueschingen, puis à Constance. Lycéen, il a déjà décidé de s'engager vers la prêtrise. Il étudie la philosophie et la théologie à l'université de Fribourg-en-Brisgau, et en 1893, poursuit ses études à l'université pontificale grégorienne de Rome. Il est ordonné prêtre en 1897 et passe son doctorat de théologie à Rome, en 1898. Vicaire à Ettenheim, puis aumônier à Karlsruhe, il devient un spécialiste de la théologie pastorale.

### Professeur à Constance
En 1901, il devient recteur de la Konradihaus à Constance. Parmi ses étudiants, Max Josef Metzger, future victime des nazis.
En 1905, responsabilités pastorales à l'église de la Sainte-Trinité de Constance (de).
En 1922 curé du Münster, la cathédrale de Constance.
En 1923, il est nommé monsignor.
Gröber exerce également des activités de prêcheur à la radio qui est un tout nouveau média.
En 1929, il rencontre Eugenio Pacelli, futur Pie XII et il participe activement aux négociations pour le concordat qui sera finalement signé en 1933 au début de la période nazie.

### Archevêque de Fribourg
Il est consacré archevêque de Fribourg le 1er février 1931 par Karl Fritz (de) avec comme co-consécrateurs Matthias Ehrenfried et Wilhelm Burger (de).

### Gröber et le régime nazi
Le 9 octobre 1933, à Karlsruhe, lors d'une réunion groupant plusieurs organisations, Gröber déclare au milieu des applaudissements qu'il accorde son « soutien complet et sincère au gouvernement du Reich nouveau »
De ce moment, date l'épithète qui le suit jusqu'en 1945 au moins : Der braune Bischof (l'évêque brun).
Dans le sermon prononcé le 31 décembre 1935, pour la saint Sylvestre, l'archevêque remercie Dieu pour les bienfaits accordés à l'Allemagne :
« La force du peuple allemand s'est épanouie de diverses manières et le chômage a diminué à un degré surprenant. Nouvellement armé, le Reich reprend aujourd'hui son rang dans la famille des nations, et au lieu du déshonneur qui, depuis le traité de Versailles, souillait le nom allemand, le monde trouve en face de lui un État uni, pleine ascension, et conscient de sa puissance. »
De 1933 à 1938, Gröber est membre bienfaiteur la SS. Il publie, en 1937, un manuel d'instruction religieuse indiquant à l'article « Race » :
« Chaque peuple est en lui-même responsable de la réussite de son existence, et l'apport d'un sang totalement étranger représentera toujours un risque pour une nation qui a prouvé sa valeur historique. C'est pourquoi on ne peut refuser à aucun peuple le droit de maintenir impollue son origine raciale, et de prendre des garanties dans ce but. La religion chrétienne demande simplement que les moyens utilisés ne pèchent pas contre la loi morale et la justice naturelle. »
Le 30 janvier 1939, Gröber publie une lettre pastorale s'en prenant aux Juifs, leur reprochant la crucifixion de Jésus, et « leur haine meurtrière [qui] s'était poursuivie dans les siècles ultérieurs. » En mars 1941, il publie une autre lettre pastorale antijuive, reprochant aux Juifs d'avoir tué le Christ, et ajoutant :
« Cette malédiction que les Juifs ont lancé contre eux-mêmes s'est terriblement réalisée jusqu'à l'époque actuelle, jusqu'à aujourd'hui. »
En août 1943, l'archevêque prêche, dans son église, la fidélité la plus indéfectible au régime, tout en regrettant plusieurs entorses au Concordat signé en 1933.
Pendant la guerre, des catholiques hostiles au Troisième Reich tentent de faire entrer Gröber dans le cercle de Kreisau, en vain.

## Succession apostolique
Conrad Gröber a ordonné les évêques suivants :
- Évêque Albert Stohr (1935)

## Œuvre
- Geschichte des Jesuitenkollegs und -Gymnasiums in Konstanz, 1904
- Das Konstanzer Münster. Seine Geschichte und Beschreibung, 1914
- Die Mutter. Wege, Kraftquelle und Ziele christlicher Mutterschaft, 1922
- Reichenauer Kunst, 1924
- « Heinrich Ignaz Frhr. v. Wessenberg », in Freiburger Diözesan Archiv, 55, 1927; 56, 1928
- Christus Pastor. Bildnisse des guten Hirten, 1931
- Kirche u. Künstler, 1932
- Handbuch der religiösen Gegenwartsfragen, 1937
- Die Reichenau, 1938
- Der Mystiker Heinrich Seuse. Die Geschichte seines Lebens. Die Entstehung und Echtheit seiner Werke, 1941
- Das Leiden unseres Herrn Jesus Christus im Lichte der vier heiligen Evangelien und der neuesten Zeitgeschichte, 1946
- Aus meinem römischen Tagebuch, 1947

### Sources
- (de) Friedrich Wilhelm Bautz, « Conrad Gröber », dans Biographisch-Bibliographisches Kirchenlexikon (BBKL), vol. 2, Hamm, 1990 (ISBN 3-88309-032-8, lire en ligne), colonnes 353-354